# Kazumi Inamura

Kazumi Inamura

Kazumi Inamura (jap. 稲村 和美 Inamura Kazumi; * 10. November 1972) ist eine japanische Politikerin. Von 2010 bis 2022 war sie für drei Amtszeiten Bürgermeisterin von Amagasaki, davor seit 2003 Abgeordnete für Amagasaki im Präfekturparlament von Hyōgo. Von 2008 bis 2010 war sie Covorsitzende von Midori no Mirai, 2024 unterlegene Gouverneurskandidatin in Hyōgo.
Inamura studierte an der Universität Kōbe und engagierte sich während ihres Studiums nach dem Hanshin-Awaji-Erdbeben 1995 als freiwillige Helferin und gründete danach das „Freiwilligenzentrum der Universität Kōbe“ (神戸大学総合ボランティアセンター, Kōbe Daigaku Borantia Sentā). Später war sie auch für eine Stadtratsfraktion in Amagasaki tätig, den Shimin Jichi Club (市民自治クラブ). Nach ihrem shūshi-Abschluss (Master) 1998 arbeitete für einen Vorläufer des heutigen Wertpapierunternehmens SMBC Friend Shōken, wo sie bis 2002 blieb. Anschließend arbeitete sie im Wahlkampfbüro von Aya Shirai, die erstmals als Bürgermeisterin von Amagasaki kandidierte.
2003 kandidierte Inamura als Unabhängige im Wahlkreis Amagasaki (7 Mandate) für das Präfekturparlament und wurde mit dem dritthöchsten Stimmenanteil gewählt. 2007 wurde sie, nun mit dem vierthöchsten Stimmenanteil, für eine zweite Amtszeit wiedergewählt. Sie engagierte sich im 2004 als Sakigake-Nachfolger gegründeten Midori no Table („Grüner Tisch“), danach ab 2008 bei Midori no Mirai, wo sie neben Masaki Ioku den landesweiten Parteivorsitz führte. Seit 2010 ist sie gewöhnliches Mitglied der „Landeskonferenz“ (zenkoku kyōgikai) der Partei.
2010 legte Inamura ihr Abgeordnetenmandat nieder und kandidierte selbst für das Bürgermeisteramt in Amagasaki. Mit der Unterstützung der Amtsinhaberin Aya Shirai wurde sie bei der Wahl am 21. November 2010 gegen drei weitere Kandidaten gewählt. Sie wurde damit die bis dahin jüngste Frau als Bürgermeisterin einer kreisfreien Stadt landesweit sowie die erste Bürgermeisterin der Grünen Partei Japans. 2014 und 2018 wurde sie mit Dreiviertelmehrheiten gegen jeweils nur einen KPJ-gestützten Kandidaten wiedergewählt. Zu ihrer wichtigsten Aufgabe machte sie die Sanierung der Stadtfinanzen. Weitere Themen waren die Entwicklung der Umgebung der Bahnhöfe Amagasaki (JR) und Deyashiki (Hanshin) und die Bekämpfung der organisierten Kriminalität. 2022 zog sie sich nach drei Amtszeiten zurück.
2024 kandidierte sie bei der vorzeitigen Gouverneurswahl in Hyōgo, die in einem Power-Harassment-Skandal um den mutmaßlichen Selbstmord eines hohen Präfekturbeamten nach dem Misstrauensvotum gegen Gouverneur Motohiko Saitō nötig geworden war. Ihre Kandidatur wurde ohne formale Wahlempfehlung von einzelnen Politikern aus LDP, KDP und DVP unterstützt. Sie unterlag Saitō (45 %) mit rund 40 % der Stimmen.